# Рудый, Кирилл Валентинович
Кирилл Валентинович Рудый (бел. Кірыл Валянцінавіч Руды; р. 20 октября 1978, Минск) — белорусский государственный деятель, дипломат, доктор экономических наук (2011), профессор (2015).

## Биография
Кирилл Рудый родился 20 октября 1978 года Минск в семье медработников, отец — Рудый Валентин Александрович заведующий отделением реанимации Минской областной клинической больницы (1940—2017), мать — Круглянина Вера Антоновна старшая медсестра урологического отделения Минской областной клинической больницы (1946 г. р.). Проживал в поселке Лесном, Минского района, Минской области. В 1986—1991 годах обучался в Боровлянской средней школе № 2, в 1991—1995 годах — в Боровлянской гимназии. В 1995—2000 годах обучался в Белорусском государственном экономическом университете на финансово-экономическом факультете по специализации финансы и кредит во внешнеэкономической деятельности; окончил университет с дипломом с отличием.

### Работа в университете (2000—2007)
В 2000—2001 годах — ассистент кафедры финансов Белорусского государственного экономического университета, одновременно соискатель ученой степени кандидата экономических наук. В 2002 году защитил кандидатскую диссертацию по специальности «финансы, денежное обращение и кредит» на тему «Механизм выбора режима обменного курса (на примере Республики Беларусь)». В 2002—2007 годах — заместитель декана факультета финансов и банковского дела Белорусского государственного экономического университета. В 2004 году — стипендиат, visiting scholar Фулбрайт (Fulbright) на экономическом факультете Университета Индианы (Indiana University).

### Госслужба (2007—2020)
В 2007—2012 годах — советник по торгово-экономическим вопросам Посольства Республики Беларусь в Китайской Народной Республике. В 2011 году получил ученое звание доцента. В 2012 году защитил докторскую диссертацию в Белорусском государственном экономическом университете по специальности «мировая экономика» на тему «Внешнеэкономическое равновесие и финансовые механизмы его стабилизации».
В 2013—2016 годах — помощник Президента Республики Беларусь по экономическим вопросам, в 2014—2016 годах — начальник Главного экономического управления Администрации Президента Республики Беларусь. В 2015 году получил ученое звание профессора по специальности «экономика». С августа 2016 года по январь 2020 года — Чрезвычайный и Полномочный Посол Республики Беларусь в КНР.

### Работа в бизнесе (2013, с 2020)
С января по июнь 2013 года — заместитель генерального директора по развитию ОАО «Бел-Хуавэй Технолоджис». С апреля 2020 года — независимый директор компании Финстор, директор по управлению проектом департамента независимых организаций ОАО «Банк БелВЭБ», с мая 2020 по апрель 2022 года — независимый директор ОАО «Банк развития Республики Беларусь».

## Публикации
Автор более 200 публикаций в Беларуси, России, Казахстане, Австрии, Словакии, США, Китае, в том числе:
- «Финансовые кризисы: теория, история, политика», — М.: Новое знание, 2003. — 399 с.
- «Циклы в современной экономике», — М.: Новое знание, 2004. — 112 с.

«Финансовые, денежные и кредитные системы зарубежных стран», — М.: Новое знание, 2004. — 400 с.
- «Международные валютные, кредитные и финансовые отношения», — М: Новое знание, 2007. — 427 с.
- «Финансовые механизмы внешнеэкономической стабилизации стран с переходной экономикой», — Мн.: БГЭУ, 2010. — 233 с.
- «Финансовая диета: реформы государственных финансов Беларуси», — Мн. Издательский дом «Звязда», 2016—464 с.
- «Потому что так решили мы»: поведенческая экономика Беларуси и её раскодирование", — Мн. Издательский дом «Звязда», 2017. — 368 с.
- «Непохожие: взгляд на Китай и белорусско-китайские отношения», — Мн. Издательский дом «Звязда», 2020. — 304 с.
- State Capitalism Reforms and the Path for Belarus: Financial Diet, — Cambridge Scholars Publishing, 2020. — 140 p.
- The Behavioral Economics of Belarus: «Because We Decided So», — Cambridge Scholars Publishing, 2020. — 185 p.
- Автор идеи социально-образовательного сериала «Мой бизнес», — вышло 3 сезона на ОНТ в 2015—2017 гг.